# James Shane
Pour les articles homonymes, voir Shane.
James Shane (né le 18 décembre 1989) est un athlète britannique spécialiste du 1 500 mètres.

## Carrière
Sélectionné dans l'équipe du Royaume-Uni lors des Championnats d'Europe par équipes 2011 de Stockholm, James Shane se classe troisième de l'épreuve du 1 500 mètres, en 3 min 39 s 21, derrière l'Espagnol Manuel Olmedo et le Russe Valentin Smirnov. Deuxième des Championnats d'Europe espoirs derrière le Français Florian Carvalho, il établit un nouveau record personnel à 3 min 36 s 22 lors du meeting de Birmingham, et réalise les minimas de qualification pour les Championnats du monde de Daegu.

### Palmarès
| Date | Compétition                       | Lieu      | Résultat | Performance   |
| ---- | --------------------------------- | --------- | -------- | ------------- |
| 2011 | Championnats d'Europe par équipes | Stockholm | 3e       | 3 min 39 s 21 |
| 2011 | Championnats d'Europe espoirs     | Ostrava   | 2e       | 3 min 50 s 58 |

### Records
| Épreuve | Performance   | Lieu       | Date            |
| ------- | ------------- | ---------- | --------------- |
| 1 500 m | 3 min 36 s 22 | Birmingham | 31 juillet 2011 |